# Nancy Átiez
Nancy Josefina Átiez Sánchez (11 marzo 1957 – novembre 2016) è stata una cestista cubana.

## Carriera
Con Cuba ha disputato i Giochi olimpici di Mosca 1980 e i Campionati mondiali del 1983.